# 스크리밍
스크리밍(Screaming)은 주로 락, 메탈, 펑크 음악에서 많이 사용되는 창법 중 하나이다. 비명이라는 뜻으로 실제로도 귀가 찢어질 듯한 고음이고, 음량이 커서 포효하는 듯한 인상을 준다. 고통스러운 감정을 표현하는 효과가 있고 그로울링과 기본적으로 원리는 비슷하다. 성대에 무리를 준다.

## 이론
스크리밍은 여러 가지 하위 스크리밍 창법의 통합적인 명칭이고 실제로는 그 내부에 여러 가지 창법이 포함되어있다.
대표적인 예로 프라이 스크리밍과 펄스 스크리밍의 차이를 둘 수 있는데, 프라이 스크리밍 같은 경우 성대를 조인 상태에서 그 틈새로 빠져나오는 소리를 이용해 소리를 낸다고 하며
펄스 스크리밍 같은 경우엔 강하게 공기를 내뱉어 성대가 떨리면서 치찰음이 발생하는 것을 이용한다. 그러나 같은 창법일지라도 다른 방식으로 소리를 내는 가수들도 있다. 보통 스크리밍은 공명, 그리고 성대조임을 이용하여 스크리밍을 낸다.

#### 프라이 스크리밍
공명 + 성대 조임

#### 펄스 스크리밍
공명

## 같이 보기
- 그로울링
- 외침